# صلیب طلایی
صلیب طلایی فیلمی به کارگردانی و نویسندگی عبدالله باکیده ساختهٔ سال ۱۳۷۱ است.

## خلاصه داستان
گروهی رزمنده که برای یافتن «جعبه سیاه» مأموریت دارند در محاصره دشمن قرار می‌گیرند و شکست می‌خورند. گروهی دیگر به محل اعزام می‌شوند که رهبری آن به عهدهٔ برادر فرماندهٔ گروه قبلی است. موقع عبور از پرتگاهی که میان دو صخره قرار گرفته است و با سقوط یکی از افراد گروه به قعر دره، به ناچار گروه به دو دسته منشعب می‌شود. دستهٔ سه نفری که از گروه اصلی جدا شده در محاصرهٔ عراقی‌ها قرار می‌گیرد و به جز جوانی مسیحی به نام داوید دو نفر دیگر کشته می‌شوند. اعضای گروه اصلی پس از جنگ و گریز به محل کشته شدن همرزمان خود می‌رسند و اثری از داوید نمی‌یابند. سعید سرباز جوانی که دوست داوید است، صلیب طلایی همرزمش را به گردن یک افسر عراقی می‌بیند. گروه اصلی به محلی می‌رسد که گروه قبلی آن جا را علامت گذاری کرده است. تعدادی از اعضای گروه در درگیری کشته می‌شوند و سعید و داوید نجات می‌یابند.

## بازیگران
- جعفر دهقان
- محسن مکاری
- رمو الکساندریان
- حسین بخشی‌پور
- احمد جوهری
- محمد جوزانی
- شاهین جعفری
- علی توکل‌نیا
- محمدرضا عسگری
- اکبر اظفرنیام
- تقی محمودی
- ژانت وسکانیان
- مژگان بلالی
- پرویز غلامی
- بشیر مالمیر
- محمدرضا نیازی
- جعفر عبدلی
- اصغر حبیبی بدل‌آبادی
- رضا صفایی‌پور
- سیفعلی کاظم‌پور